# Camille Cheng
Camille Cheng Lily Mei (em chinês:  鄭莉梅; Hong Kong, 9 de maio de 1993) é uma nadadora honconguesa.

## Carreira

### Rio 2016
Cheng competiu nos 50 m livre feminino nos Jogos Olímpicos de Verão de 2016, sendo eliminada nas eliminatórias.